# .pt
.pt je vrhovna internetska domena (country code top-level domain - ccTLD) za Portugal. Domenom upravlja Fundação para a Computação Científica Nacional.

## Vanjske poveznice
- IANA .pt whois informacija  Arhivirana inačica izvorne stranice od 25. srpnja 2008. (Wayback Machine)